# Charles Sablon
Pour les articles homonymes, voir Sablon.
Adelmar Fabulus Sablon dit Charles Sablon, né le 5 janvier 1871 dans le 20e arrondissement de Paris et mort le 22 novembre 1929 dans le 10e arrondissement, est un compositeur et chef d'orchestre français.

## Biographie
Connu également sous le nom d'Adhémar ou Adelmar Sablon, il composa de nombreuses chansons populaires, qui furent interprétées par Édith Piaf, Paul Dalbret, Fred Gouin, son fils Jean Sablon, Henri Garat, Karl Ditan, Emma Liebel, etc.
La mélodie de sa chanson Bonsoir M'amour est reprise par des soldats français durant la Première Guerre mondiale, et devient La Chanson de Craonne.
Il avait épousé à Paris en 1893 Jeanne Labourier dont il divorça en 1921. Outre Jean Sablon, ils eurent trois autres enfants : André Sablon, compositeur, Marcel Sablon et Germaine Sablon, chanteuse et actrice.
Charles Sablon est enterré avec ses enfants au cimetière du Montparnasse (6e division).

## Chansons
- 1911 : Mimine, paroles de Paul Briollet et Léo Lelièvre, musique d'Adelmar Sablon[4].
- Mon poteau
- Bonsoir M'amour (chanson dont la musique a été reprise pour La Chanson de Craonne) 1911
- La Noce à Jeannette
- Entre Saint-Ouen et Clignancourt